# Sarah Power
Pour les articles homonymes, voir Power.
Sarah Power est une actrice canadienne, née le 29 juin 1985 à Saint-Jean de Terre-Neuve, Canada.

## Biographie

### Enfance et formation
Plus jeune, elle se passionne pour la danse et commence à prendre des cours de comédie à l’age de 14 ans. Elle étudie les arts à l’université de Ryerson.
En 2001, elle emménage à Toronto pour poursuivre une carrière d’acteur.

### Carrière
En 2002, tout juste âgé de 16 ans, elle est retenue pour jouer dans plusieurs épisodes de Random Passage. Par la suite, on la retrouve au générique du film American Pie : Campus en folie en 2007.
En 2009, elle obtient le rôle de Lucy Henry dans la série Wild Roses puis on la retrouve comme guest dans The Listener, Lost Girl ou encore Les enquêtes de Murdoch.
En 2011, elle obtient le rôle d’Abigail Pershing dans le téléfilm La magie de la famille. De 2015 à 2021, elle reprend son rôle dans la série Soupçon de magie, série suite des téléfilms.
En parallèle, elle joue dans plusieurs épisodes de Killjoys de 2015 à 2018 et dans American Gothic en 2016.

### Vie privée
Sarah se marie avec l’acteur canadien Peter Mooney le 1er Juillet 2017. Ils ont ensemble une fille née en 2019.

## Filmographie partielle

### Film
- 2007 : American Pie : Campus en folie : Denise
- 2008 : Saw 5 : Angelina
- 2008 : Repo! The Genetic Opera : Marni
- 2011 : La magie de la famille (téléfilm) : Abigail Pershing
- 2013 : L'heure du crime (téléfilm) : Megan Welles
- 2014 : Keyhole (Court-métrage) : Femme
- 2015 : The Hexecutioners : Olivia Bletcher
- 2015 : i-Lived : Greta
- 2017 : Must Kill Karl(Court-métrage) : Charlotte
- 2017 : L'île aux secrets (téléfilm) : Kit Morgan

### Séries
Rôles récurrents
- 2009 : Wild Roses : Lucy Henry
- 2015 - 2018 : Killjoys : Pawter Simms
- 2015 - 2021 : Soupçon de magie : Abigail Pershing
- 2016 : American Gothic : Jennifer Windham

Apparitions
- 2002 : Random Passage (Mini-Serie) : Fanny
- 2007 : The Best Years : Fille aux bulles
- 2009 : The Listener : Mina Delia Croce
- 2010 : Lost Girl : Siobhan the Banshee
- 2010 - 2014 : Republic of Doyle : Crystal Maher
- 2011 : Les enquêtes de Murdoch : Clara Thorn
- 2012 : Californication : The Girl
- 2016 - 2017 : Schitt's Creek : Tennessee
- 2017 : Rosewood : Evie Hower
- 2017 : Designated Survivor : Julie Keenan